# Старомихайлівська селищна рада
Старомиха́йлівська се́лищна ра́да — адміністративно-територіальна одиниця та орган місцевого самоврядування в Мар'їнському районі Донецької області. Адміністративний центр — селище міського типу Старомихайлівка.

## Загальні відомості
- Населення ради: 5 411 осіб (станом на 1 січня 2013 року)

## Населені пункти
Селищній раді підпорядковані населені пункти:
- смт Старомихайлівка

## Склад ради
Рада складається з 30 депутатів та голови.
- Голова ради: Бірюк Зінаїда Василівна
- Секретар ради: Чинкова Олена Володимирівна

### Керівний склад попередніх скликань
| Прізвище, ім'я, по батькові | Основні відомості                                                        | Дата обрання | Дата звільнення |
| --------------------------- | ------------------------------------------------------------------------ | ------------ | --------------- |
| Шинкарьова Любов Петрівна   | Селищний голова, 1955 року народження, член Партії регіонів              | 26.03.2006   | 31.10.2010      |
| Бірюк Зінаїда Василівна     | Селищний голова, 1961 року народження, освіта вища, член Партії регіонів | 31.10.2010   |                 |

Примітка: таблиця складена за даними сайту Верховної Ради України

### Депутати
За результатами місцевих виборів 2010 року депутатами ради стали:

#### За суб'єктами висування
| Суб'єкт висування | Кількість обраних депутатів | %    |
| ----------------- | --------------------------- | ---- |
| Партія регіонів   | 28                          | 93,3 |
| Самовисування     | 2                           | 6,7  |

#### За округами
| № округу        | Прізвище, ім'я, по батькові      | Дата визнання обраним | Освіта             | Партійна приналежність                                        | Відомості про обраного депутата                                     |
| --------------- | -------------------------------- | --------------------- | ------------------ | ------------------------------------------------------------- | ------------------------------------------------------------------- |
| Партія регіонів |                                  |                       |                    |                                                               |                                                                     |
| 1               | Брюхань Володимир Юрійович       | 04.11.2010            | вища               | член Партії регіонів                                          | ПРаТ ДЕМЗ, бригадир                                                 |
| 2               | Пчеленко Андрій Іванович         | 04.11.2010            | середня            | член Партії регіонів                                          | шахта ім. Є. Т. Абакумова, УКТ робітник                             |
| 3               | Ванін Василь Костянтинович       | 04.11.2010            | середня            | член Партії регіонів                                          | шахта № 1 ім. Челюскінців, слюсар                                   |
| 4               | Лисенко Марина Іванівна          | 04.11.2010            | середня            | член Партії регіонів                                          | приватний підприємець                                               |
| 5               | Бєляєва Валентина Миколаївна     | 04.11.2010            | середня            | член Партії регіонів                                          | Старомихайлівська загальноосвітня школа, завгосп                    |
| 6               | Лобода Світлана Михайлівна       | 04.11.2010            | середня спеціальна | член Партії регіонів                                          | Старомихайлівський психоневрологічний інтернат, сестра господарка   |
| 7               | Черник Тамара Валентинівна       | 04.11.2010            | вища               | член Партії регіонів                                          | пенсіонер                                                           |
| 8               | Горб Наталя Володимирівна        | 04.11.2010            | вища               | член Партії регіонів                                          | Старомихайлівська загальноосвітня школа, вчитель                    |
| 9               | Ангел Лариса Олегівна            | 04.11.2010            | вища               | член Партії регіонів                                          | Старомихайлівський психоневрологічний інтернат, комірник            |
| 10              | Щичко Олександра Іванівна        | 04.11.2010            | середня спеціальна | член Партії регіонів                                          | Старомихайлівська загальноосвітня школа, вчитель                    |
| 11              | Бугрім Ігор Олександрович        | 04.11.2010            | вища               | член Партії регіонів                                          | ТОВ «Донпромтехмашсервіс», директор                                 |
| 12              | Татаріна Людмила Петрівна        | 04.11.2010            | вища               | член Партії регіонів                                          | Старомихайлівська загальноосвітня школа, вчитель                    |
| 13              | Павлій Тетяна Ігорівна           | 04.11.2010            | вища               | член Партії регіонів                                          | Старомихайлівська селищна рада, інженер-землевпорядник              |
| 14              | Глущенко Лариса Петрівна         | 04.11.2010            | вища               | член Партії регіонів                                          | Старомихайлівська селищна рада, головний бухгалтер                  |
| 16              | Огородник Галина Леонтіївна      | 04.11.2010            | вища               | член Партії регіонів                                          | Старомихайлівська загальноосвітня школа, вчитель                    |
| 17              | Бєляй Лариса Вікторівна          | 04.11.2010            | середня            | член Партії регіонів                                          | Старомихайлівська селищна рада, спеціаліст ІІ категорії             |
| 18              | Лобас Олена Броніславівна        | 04.11.2010            | вища               | член Партії регіонів                                          | Старомихайлівський психоневрологічний інтернат, сестра-господарка   |
| 19              | Дьоміна Надія Олександрівна      | 04.11.2010            | середня            | член Партії регіонів                                          | пенсіонер                                                           |
| 20              | Цюцюра Валентина Борисівна       | 04.11.2010            | вища               | член Партії регіонів                                          | Старомихайлівська загальноосвітня школа, вчитель                    |
| 21              | Раєвський Євген Михайлович       | 04.11.2010            | середня            | член Партії регіонів                                          | шахта ім. Є. Т. Абакумова, машиніст електровозу                     |
| 22              | Чинкова Олена Володимирівна      | 04.11.2010            | вища               | член Партії регіонів                                          | Старомихайлівська селищна рада, секретар                            |
| 23              | Жук Валерій Володимирович        | 04.11.2010            | середня            | член Партії регіонів                                          | пенсіонер                                                           |
| 24              | Якубовська Наталія Олександрівна | 04.11.2010            | середня спеціальна | член Партії регіонів                                          | лікарня № 25, медична сестра                                        |
| 25              | Гринякіна Зофія Василівна        | 04.11.2010            | середня спеціальна | член Партії регіонів                                          | Старомихайлівський психоневрологічний інтернат, сестра-господарка   |
| 26              | Позднякова Ніна Іванівна         | 04.11.2010            | вища               | член Партії регіонів                                          | Старомихайлівська загальноосвітня школа, вчитель                    |
| 27              | Ткаченко Сергій Ігоревич         | 04.11.2010            | вища               | член Партії регіонів                                          | шахта ім. Є. Т. Абакумова, електрослюсар                            |
| 29              | Бурнос Олексадр Олексійович      | 04.11.2010            | вища               | член Партії регіонів                                          | приватний підприємець                                               |
| 30              | Демиденко Лідія Олексіївна       | 04.11.2010            | середня спеціальна | член Партії регіонів                                          | Старомихайлівський психоневрологічний інтернат, заступник директора |
| Самовисування   |                                  |                       |                    |                                                               |                                                                     |
| 15              | Гладченко Микола Миколайович     | 04.11.2010            | середня спеціальна | член Соціально-екологічної партії «Союз. Чорнобиль. Україна.» | тимчасово не працює                                                 |
| 28              | Єрмаков Микола Васильович        | 04.11.2010            | вища               | позапартійний                                                 | шахта ім. Є. Т. Абакумова, начальник дільниці                       |